# Jardinópolis (Santa Catarina)
Jardinópolis é um município brasileiro do estado de Santa Catarina. Localiza-se a uma latitude 26º43'18" sul e a uma longitude 52º51'35" oeste, estando a uma altitude de 525 metros. Sua população estimada em 2011 é de 1.748 habitantes. Possui uma área de 67,226 km².